# Campeonato Mundial de Ciclismo em Pista de 1939
O Campeonato Mundial UCI de Ciclismo em Pista de 1939 foi realizador na cidade de Milão, na Itália, entre os dias 26 de agosto a 3 de setembro. Eram previstas três provas masculinas, duas de profissionais e uma de amador.
Durante a competição, a Segunda Guerra Mundial eclodiu, razão pela qual apenas a prova de velocidade individual do torneio de amadores ocorreu até a conclusão.

## Sumário de medalhas

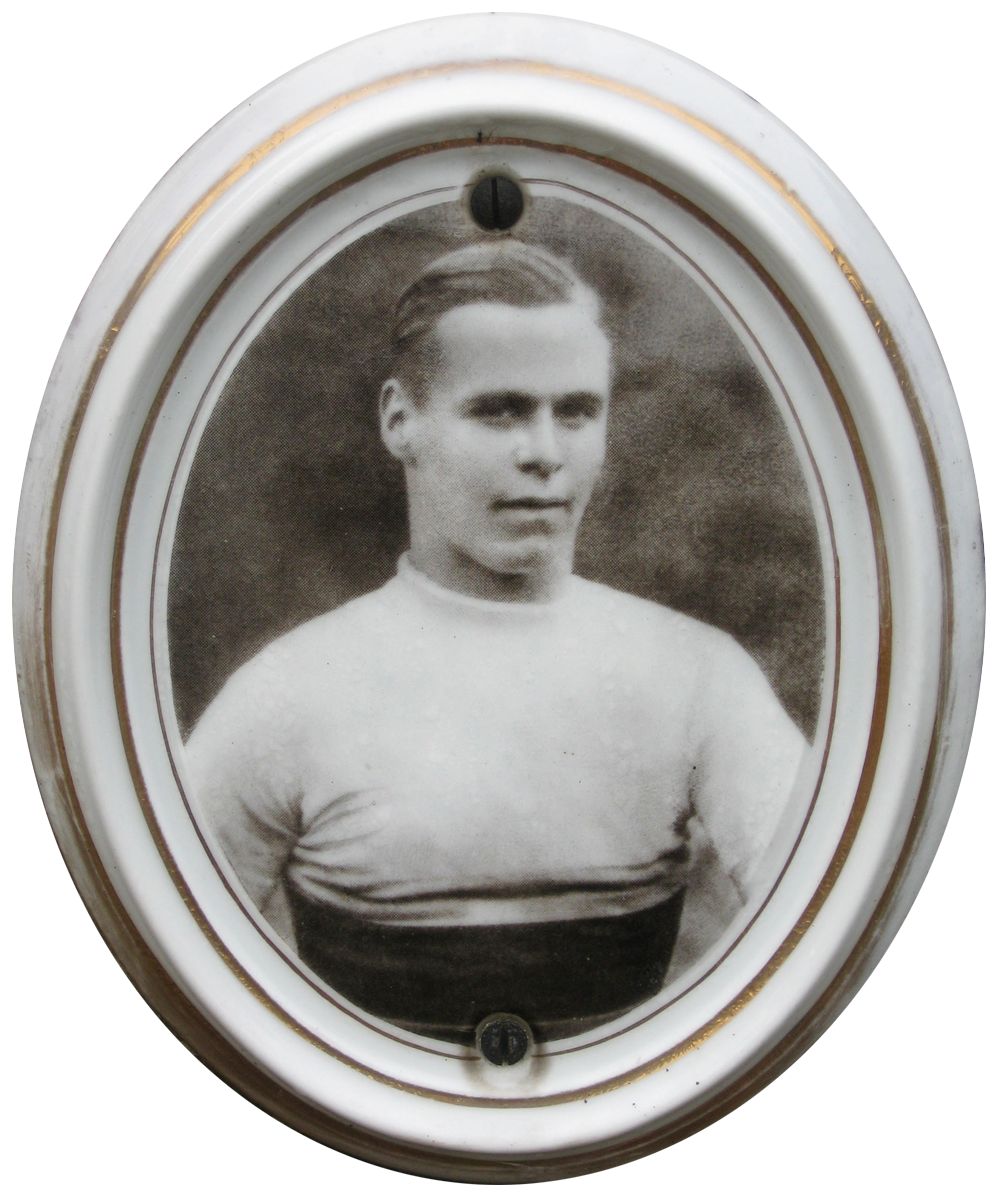
Albert Richter ciclista profissional da Alemanha, terceiro colocado na prova de velocidade para profissionais.

| Eventos profissionais masculinos |                             |                        |                           |
| Velocidade individual            | sem premiação               | sem premiação          | Albert Richter · Alemanha |
| Evento amador masculino          |                             |                        |                           |
| Velocidade individual            | Jan Derksen · Países Baixos | Italo Astolfi · Itália | Gerhard Purann · Alemanha |

## Quadro de medalhas
| Ordem | País          | Medalha de ouro | Medalha de prata | Medalha de bronze | Total |
| ----- | ------------- | --------------- | ---------------- | ----------------- | ----- |
| 1     | Países Baixos | 1               | 0                | 0                 | 1     |
| 2     | Itália        | 0               | 1                | 0                 | 1     |
| 3     | Alemanha      | 0               | 0                | 2                 | 2     |